# NGC 2060
NGC 2060 je ostatak supernove u zviježđu Zlatnoj ribi. 

## Vanjske poveznice
- SEDS: NGC 2060